# گلزارخان
گلزارخان (به انگلیسی: Gulzar Khan) یک منطقهٔ مسکونی در پاکستان است. گلزارخان ۲٬۳۸۴ متر بالاتر از سطح دریا واقع شده‌است.